# Evere
Evere es uno de los diecinueve municipios de la Región de Bruselas-Capital. 
El 1 de enero de 2019 contaba con 41.763 habitantes. Área total de 5,02 km², lo que da una densidad poblacional de 8.322 habitantes por km².

## Demografía

### Evolución
Todos los datos históricos relativos al actual municipio, el siguiente gráfico refleja su evolución demográfica.
| Gráfica de evolución demográfica de Evere entre 1846 y 2020 |
|                                                             |

- Datos: Q321718
- Multimedia: Evere / Q321718